# Atletismo nos Jogos Pan-Americanos de 2003 - 20 km marcha atlética feminina
A prova dos 20 km da marcha atlética feminina nos Jogos Pan-Americanos de 2003 foi realizada em 6 de agosto de 2003.

## Calendário
| Data        | Fase  |
| ----------- | ----- |
| 6 de agosto | Final |

## Medalhistas
| Ouro   | MEX Victoria Palacios |
| Prata  | MEX Rosario Sánchez   |
| Bronze | USA Joanne Dow        |

## Recordes
Recordes mundial e pan-americano antes da disputa dos Jogos Pan-Americanos de 2003.
| Tipo                             | Atleta           | Tempo   | Local     | Data                   |
| -------------------------------- | ---------------- | ------- | --------- | ---------------------- |
|                                  | Wang Yan         | 1:26:22 | Guangzhou | 19 de novembro de 1991 |
| Recorde dos Jogos Pan-Americanos | Graciela Mendoza | 1:34:19 | Winnipeg  | 26 de julho de 1999    |

## Resultados
| Posição | Atleta                 | Tempo    |
| ------- | ---------------------- | -------- |
| 1       | MEX Victoria Palacios  | 01:35:16 |
| 2       | MEX Rosario Sánchez    | 01:35:21 |
| 3       | USA Joanne Dow         | 01:35:48 |
| 4       | BOL Geovana Irusta     | 01:37:08 |
| 5       | BOL Ariana Quino       | 01:38:43 |
| 6       | COL Sandra Zapata      | 01:38:49 |
| 7       | GUA Teresita Collado   | 01:39:18 |
| 8       | USA Amber Antonia      | 01:42:45 |
| 9       | DOM Cristina Rodríguez | 01:51:47 |
| 10      | DOM Francisca Lora     | 01:52:30 |